# Thomas Ulimwengu
Thomas Ulimwengu (ur. 14 czerwca 1993 w Tandze) – tanzański piłkarz występujący na pozycji napastnika. Zawodnik klubu TP Mazembe.

## Kariera klubowa
Ulimwengu karierę rozpoczynał w 2009 roku w zespole Moro United. W 2010 roku odszedł do szwedzkiego amatorskiego zespołu Athletic FC, a w 2011 roku podpisał kontrakt z zespołem TP Mazembe z Demokratycznej Republiki Konga. W latach 2011, 2012, 2013 oraz 2014 wygrywał z nim mistrzostwo kraju, a w 2015 roku Afrykańską Ligę Mistrzów. Następnie grał w: AFC Eskilstuna, Slobodzie Tuzla, Al-Hilal Omdurman i JS Saoura. W 2020 wrócił do TP Mazembe.

## Kariera reprezentacyjna
W reprezentacji Tanzanii Ulimwengu zadebiutował w 2010 roku.